# 吴冬华
吴冬华（1945年12月—），男，汉族，江苏兴化人，中华人民共和国政治人物，曾任无锡市人民政府市长，中共扬州市委书记，江苏省政协副主席，第七、八届全国人大代表。